# Tunstallops
Tunstallops är ett släkte av insekter. Tunstallops ingår i familjen gräshoppor.
Kladogram enligt Catalogue of Life:
| Tunstallops | \| \| Tunstallops rubrifemur \| \| \| \| \| \| Tunstallops xanthofemur \| \| \| \| |
|             | \| \| Tunstallops rubrifemur \| \| \| \| \| \| Tunstallops xanthofemur \| \| \| \| |
|             | Tunstallops rubrifemur                                                             |
|             |                                                                                    |
|             | Tunstallops xanthofemur                                                            |
|             |                                                                                    |